# Verbascum karpatii
Verbascum karpatii är en flenörtsväxtart som beskrevs av Ádám Boros. Verbascum karpatii ingår i släktet kungsljus, och familjen flenörtsväxter. Inga underarter finns listade i Catalogue of Life.